# Santuario di Nostra Signora di Nazaré

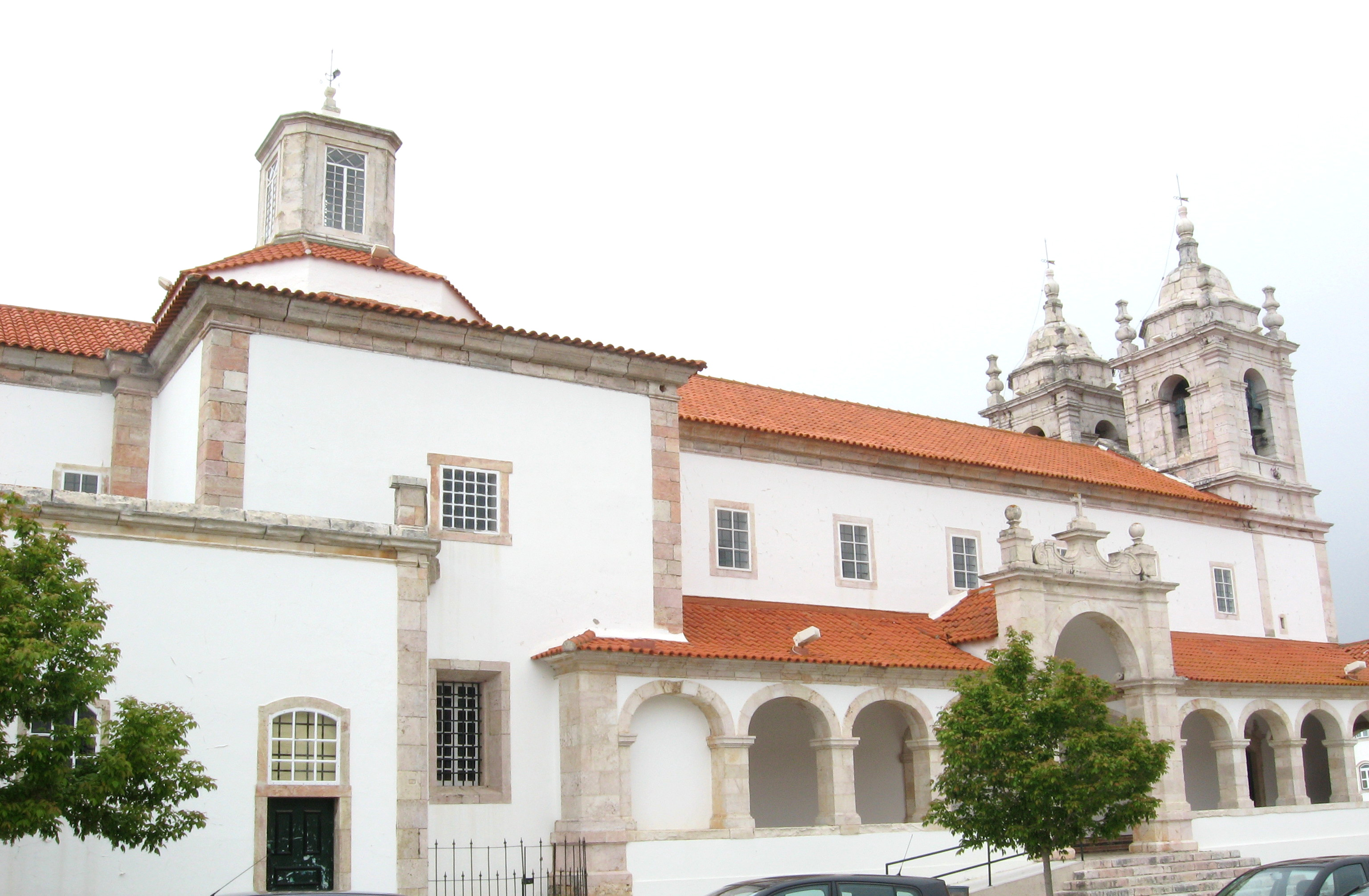
Facciata lato sud.

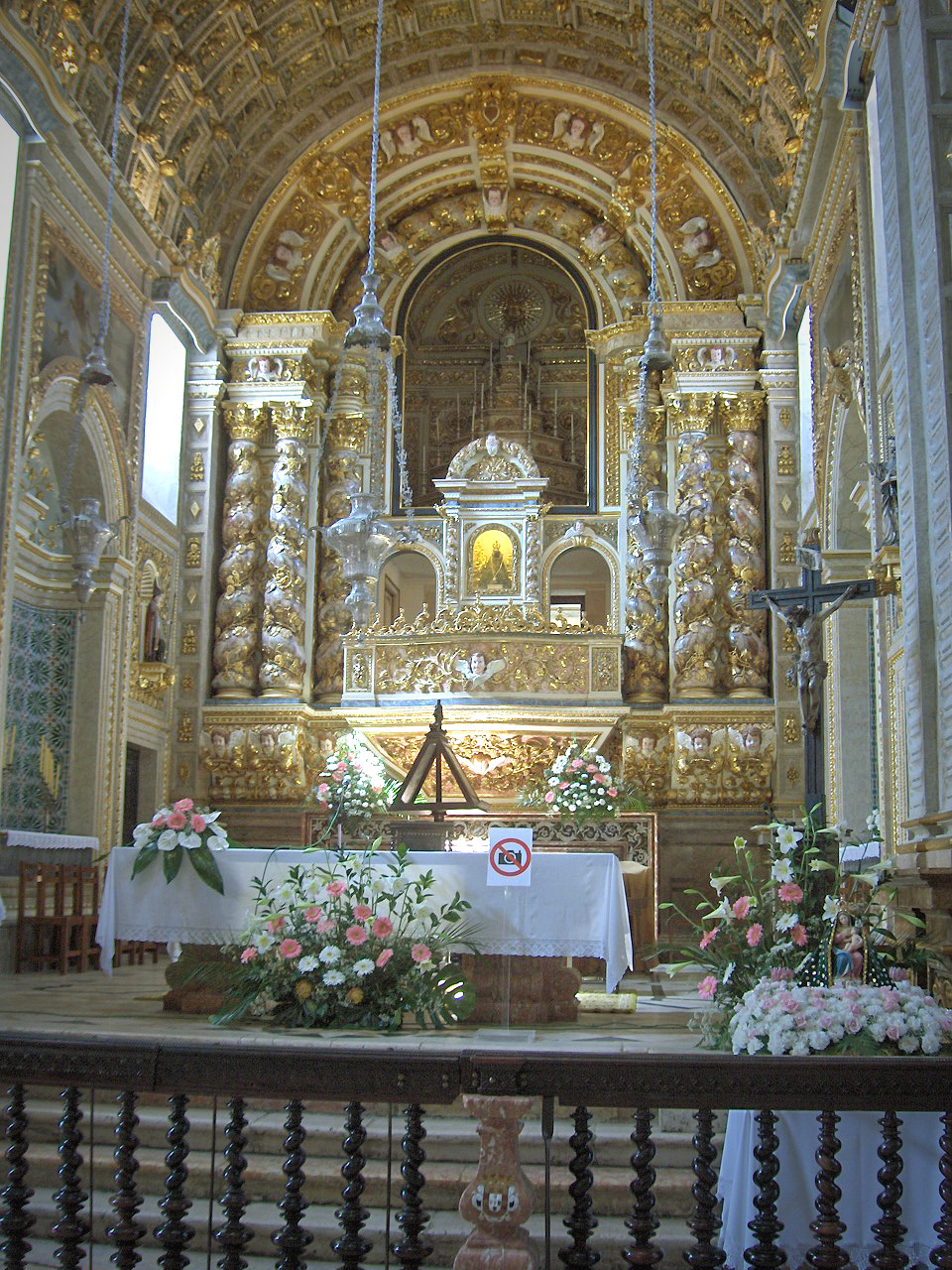
Cappella principale

Il Santuario di Nostra Signora di Nazaré (in portoghese Santuário de Nossa Senhora da Nazaré), si trova a Sítio da Nazaré, un quartiere di Nazaré in Portogallo. All'interno, vi è l'immagine sacra di Nossa Senhora da Nazaré, una Vergine Nera, scolpita in legno, portata da Mérida in questo sito, nel 711. La storia di questa immagine è raccontata nella Leggenda di Nazaré.

## Storia
Nel Sítio ci sono anche i tre santuari nei quali l'immagine è stata venerata da quando è arrivata nel 711, portata da Fra Romano, un monaco del convento di Cauliniana. Dopo la sconfitta dell'esercito cristiano nella battaglia di Guadalete, il monaco fuggì dagli invasori musulmani, in compagnia di Roderico, l'ultimo re visigoto, fuggitivo dopo la sconfitta del suo esercito. La scelta della destinazione, sulla costa atlantica, forse derivava dall'esistenza, nei pressi, di un monastero visigoto, di cui rimane la chiesa di São Gião, classificata come monumento nazionale nel 1986. 
Il primo santuario in questo sito fu una piccola grotta artificiale, vicino alla scogliera, centodieci metri sopra la spiaggia dell'oceano. L'immagine fu collocata lì, da Fra Romano, su un altare. Questo santuario servì da eremo in cui visse fino alla morte. Secondo la sua volontà, fu sepolto nel terreno della caverna dal re Roderico, che viveva nelle vicinanze, sulla collina di São Bartolomeu. L'ex re dopo la morte del monaco partì per la periferia di Viseu dove finì i suoi giorni da eremita. L'immagine di Nossa Senhora da Nazaré è stata conservata in questo santuario dal 711 al 1182. 
Il secondo santuario, l'Eremo della memoria, fu costruito sul bordo della scogliera, sopra la grotta, su iniziativa di Fuas Roupinho dopo il miracolo che lo salvò, nel 1182. È un piccolo edificio a pianta quadrata, con volta a piramide. L'immagine fu venerata qui dal 1182 al 1377. 
Il terzo santuario di Nossa Senhora da Nazaré, dove l'immagine sacra è attualmente venerata, fu fondato dal re Fernando I nel 1377. All'inizio del XVII secolo, iniziò ad essere ricostruito, con opere precedenti gradualmente eliminate, in più fasi, fino alla fine del XIX secolo, quando acquisì la sua forma attuale in cui nessun elemento risale alle sue origini medievali. La ricostruzione del tempio è iniziata con il lavoro del presbiterio, rivolto verso ovest, i corridoi e le stanze che lo circondano, di cui la sagrestia si distingue per le sue dimensioni e la sua posizione dietro il presbiterio. 

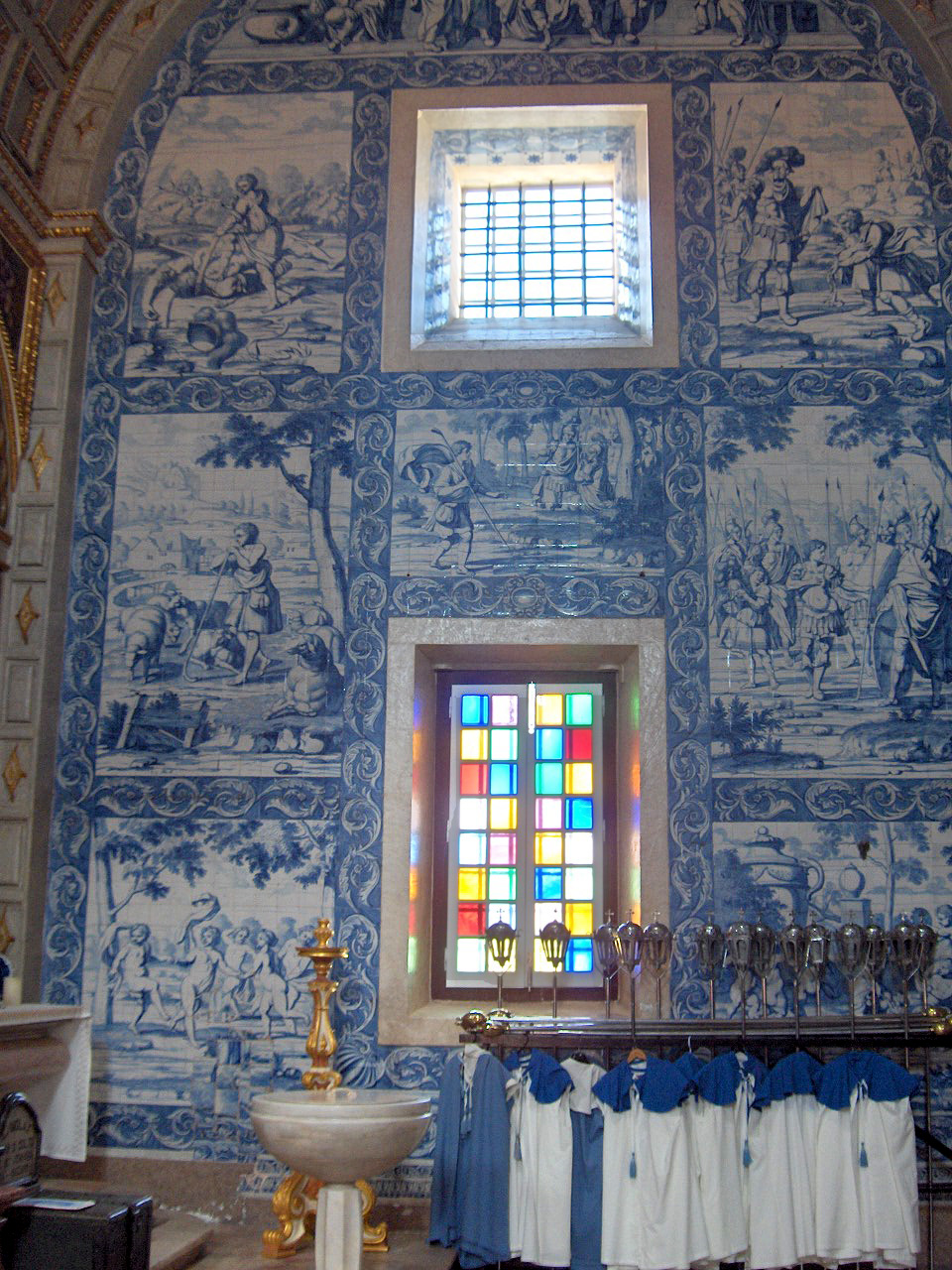
Transetto nord

Il santuario sorge su una spaziosa terrazza, su un promontorio. L'accesso all'interno avviene tramite una scala semicircolare, che passa attraverso i portici. Su ciascun lato della facciata c'è un corpo di edifici a due piani. Una volta attraversato il portico, si entra nella chiesa con un'unica navata, a forma di croce latina, che misura 42 metri di lunghezza e 10 di larghezza. 
All'interno della chiesa, illuminato da otto finestre, con pannelli semicilindrici rivestiti in legno, vi sono quattro altari dorati, del 1756, e due pulpiti dello stesso periodo. All'ingresso, sostenuto da colonne doriche scanalate, l'alto coro si erge con un organo al centro. Si accede alla crociera, coperta da una cupola in pietra con una lanterna, un grande arco sormontato da armi reali. In ogni braccio del transetto, coperto da una volta in pietra, c'è un altare, con le pareti coperte da piastrelle olandesi, che adornano le pareti dall'alto verso il basso come arazzi. Sul braccio destro, i pannelli descrivono scene della vita di Davide. A sinistra episodi della vita di Giuseppe, figlio Giacobbe. Ci sono anche altri due pannelli, con scene dell'episodio biblico del profeta Giona, con la balena, sormontati da angeli, situati sulle porte che conducono ai portici. Sulla porta sud ci sono due pannelli sfregiati con figure a forma di soldato romano. Tutti questi pannelli del transetto, per un totale di 6568 piastrelle, furono ordinati dall'amministrazione del santuario, nel 1708, all'impresa di Willelm van der Kloet (1666-1747), ad Amsterdam, nei Paesi Bassi. 
Il presbiterio, coperto da una volta rotonda in pietra, è separato dal resto dello spazio da una balaustra, con colonne di marmo. Il pavimento è in marmo intarsiato di vari colori ed è elevato di cinque gradini. Sullo sfondo, la pala d'altare barocca, con colonne salomoniche con intagli dorati e policromi, contiene la nicchia con vetro in cui è inserita l'immagine sacra sopra l'altare maggiore. 
Sia la sagrestia che i corridoi e le altre stanze intorno al presbiterio sono riccamente decorate con piastrelle portoghesi dei primi anni 1970, provenienti dal laboratorio di Lisbona di António Oliveira Bernardes. Degni di nota sono i pannelli della volta del corridoio sud, con l'assunzione della Vergine, e quelli delle pareti della sagrestia, con i profeti. Questa imponente sala ha un soffitto a cassettoni con armi reali al centro, archi sormontati da tele il cui tema è la leggenda di Nazaré, le pareti sono ricoperte di piastrelle del XVII secolo e il pavimento a mosaico è del XIX secolo. Tra gli archi c'è un altare con un Calvario, di fronte alla porta. Accanto al soffitto sono collocate sei grandi tele che alludono alla Passione di Cristo. Qui si trova la scala in ferro che porta i pellegrini all'immagine sacra di Nossa Senhora da Nazaré, nel coro.